# 南溪区
南溪区是中国四川省宜宾市下辖的一个市辖区，位于四川盆地南缘，城区距宜宾市48公里。长江自西向东穿越区境。

## 地形气候
南溪区幅员面积704.3平方公里，总人口41万，地形以丘陵地貌为主，兼有低山和平坝，海拔254－592米，属长江河谷中亚热带季风气候区，年均降水量1076毫米，年均气温18.1℃，年均日照时数1170小时，无霜期351天，有丰富的石灰石等矿产资源。长江南溪段仍有珍稀水生动物白鲟生存。

## 行政区划
南溪区下辖3个街道办事处、8个镇：
南溪街道、罗龙街道、仙源街道、刘家镇、江南镇、大观镇、汪家镇、黄沙镇、仙临镇、长兴镇和裴石镇。

## 交通
- 成渝环线高速、 353国道过境。
- 宜宾智轨T4线
- 成宜高铁、渝昆高铁南溪北站。

## 历史人文
南溪建县1400余年。2011年7月28日，南溪由县改为市辖区。

## 旅游
南溪城区古城风貌保存完好，拥有三座明清古城门（文明门、广福门、望瀛门）；朱德故居、孙炳文故居。电影《自古英雄出少年》、《我的法兰西岁月》等影视剧在此取景拍摄。

## 特产
- 南溪白鹅：中国地理标志产品。南溪有300多年的养鹅历史，现为全区农业支柱产业，有“白鹅之乡”美称。南溪白鹅是四川白鹅品种。
- 南溪豆腐干：中国地理标志产品。